# Армянский рынок
Армянский рынок (также известна как Армянская площадь, Площадь армянского рынка или Армянская рыночная площадь) — площадь в старой части города. Самая большая площадь Каменец-Подольского, находящаяся в некогда существовавшем армянском квартале.

## История
Армяне в городе Каменец-Подольский по разным данным поселились в XI—XIII веке. В XVII веке в городе уже насчитывалось 1200 семей армян. Составляя значительную часть населения города Каменец-Подольский, армяне были вовлечены в его культурную, экономическую и военную жизнь. Армяне в основном селились в юго-восточной части города; до сих пор в городе имеется квартал, известный среди местных под названием Армянский. Тут был расположен, не сохранившийся до наших дней, армянский магистрат и главные храмы, здесь же располагался и центр торговой деятельности — Армянский рынок, являвшийся очагом торговли, куда прибывали караваны со всех концов света.
В начале XIX века, после вхождения города в состав Российской империи, изменилось и название площади: она вместо Армянского рынка стала называться Соборной площадью, берущей своё название от имени соборной Иоанно-Предтеченской церкви. После, площадь, от расположенного здесь дворца и канцелярии Подольского губернатора, стала называться Губернаторской. В начале XX века, площадь, в честь царя Николая I, была переименована Никалаевскую. Помимо этого, ввиду того что площадь часто играла роль плаца, на котором проходили разнообразные парады, её иногда называли Плацпарадной. С установлением советской власти в городе, она была переименована в Красную площадь, а спустя какое-то время была названа Площадью им. Льва Троцкого. Однако уже 20 декабря 1927 года, решением президиума городского Совета Каменц-Подольска площадь переименовать в Советскую площадь. Спустя 43 года, 11 сентября 1990 года, президиум горсовета вернул площади её самое древнее название — Армянский рынок

## Расположенные объекты
На площади Армянский рынок присутствует ряд административных зданий. На углу площади — располагался дворец Армянского епископа (XV век), которые сейчас является отделом музея с коллекцией идолов во внутреннем дворике. непосредственно над площадью нависает колокольня Армянского собора.

## Прочие факты
По количеству зафиксированных названий Армянский рынок превосходит киевскую Европейскую площадь, которая имела только семь имён. Однако в трёхтомную «Книгу рекордов Украины» попал не Армянский рынок, а киевская Европейская площадь.

## Галерея

Вид на Армянский рынок, 1930
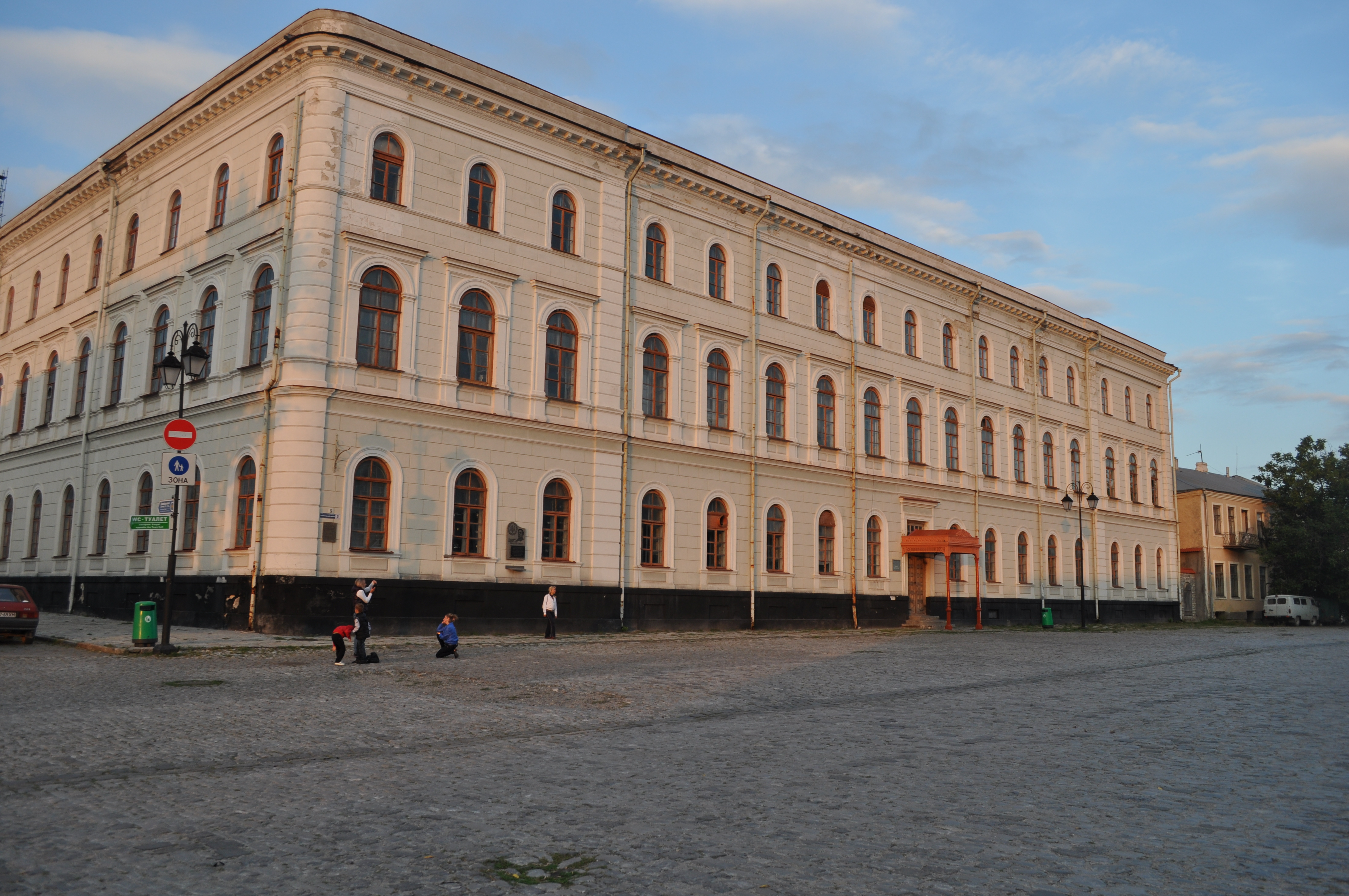
Вид на Армянскую площадь
Вид на Армянскую площадь, 1930
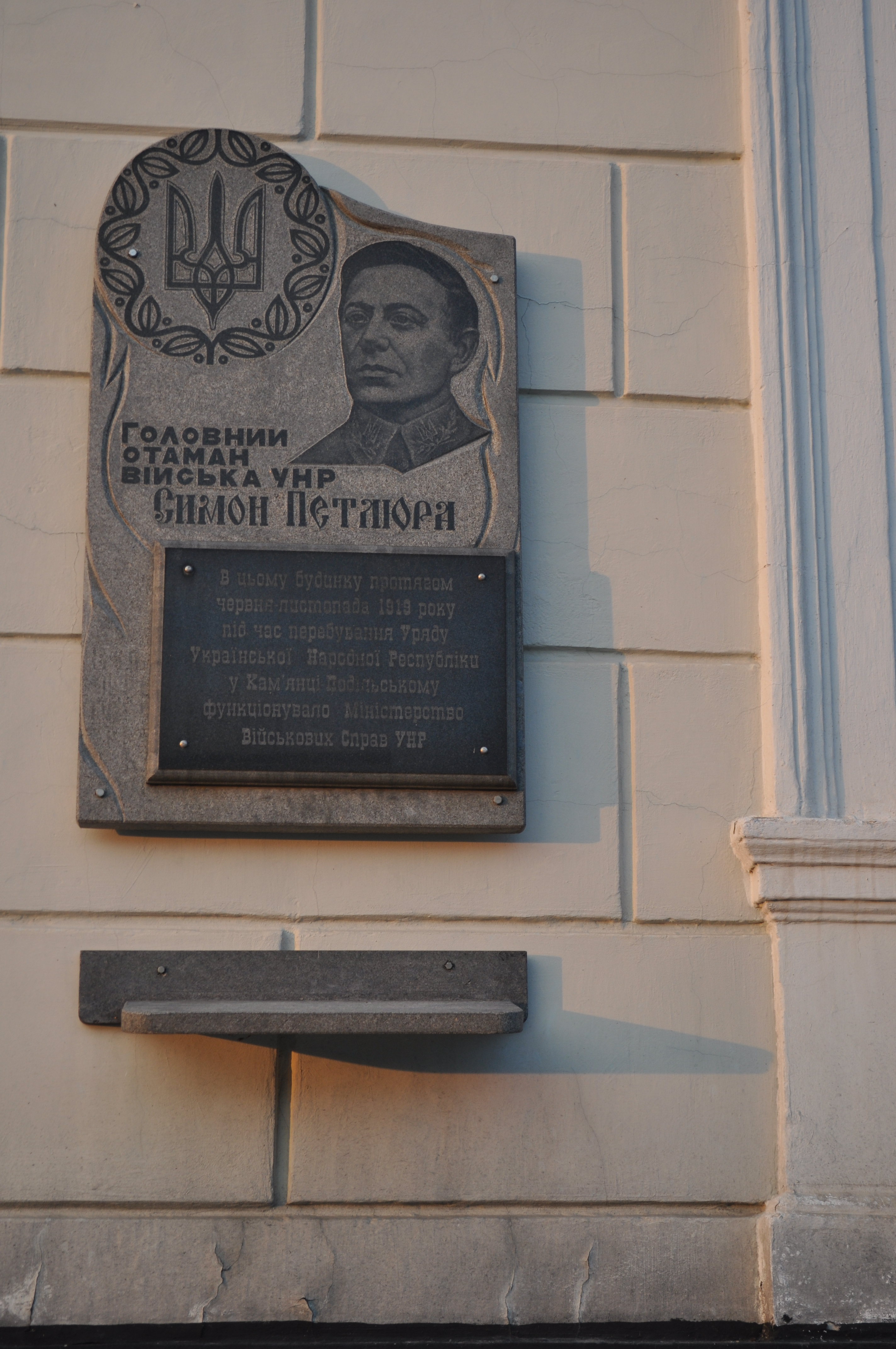
Памятная доска С. Петлюре
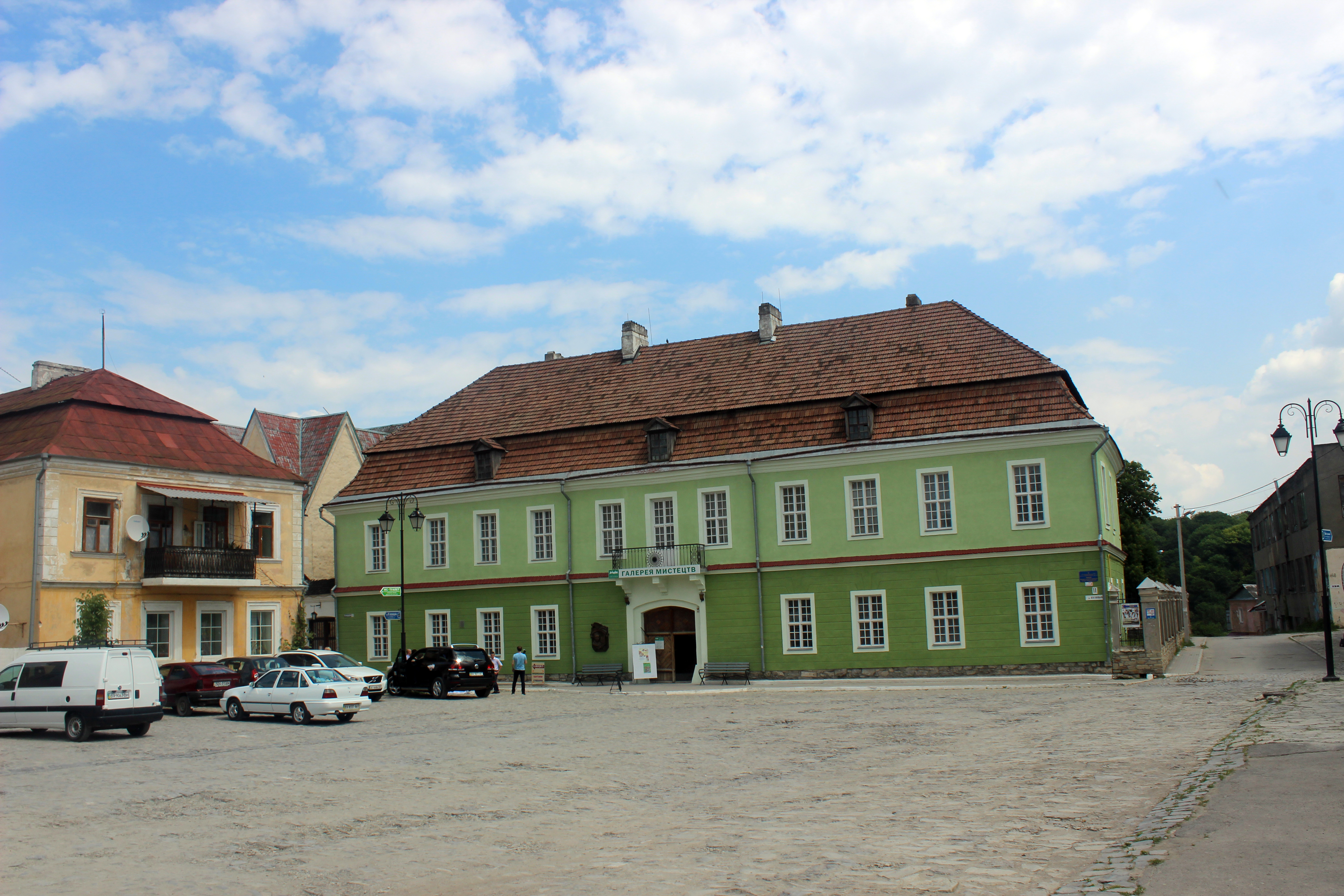
Духовная семинария